# Liste du patrimoine culturel immatériel de l'humanité au Mozambique
Cet article recense les pratiques inscrites au patrimoine culturel immatériel au Mozambique.

## Statistiques
Le Mozambique ratifie la convention pour la sauvegarde du patrimoine culturel immatériel le 18 octobre 2007. La première pratique protégée est inscrite en 2008.
En 2023, le Mozambique compte 3 éléments inscrits au patrimoine culturel immatériel, 2sur la liste représentative et 1 sur la liste du patrimoine immatériel nécessitant une sauvegarde urgente.

## Listes

### Liste représentative
Les éléments suivants sont inscrits sur la liste représentative du patrimoine culturel immatériel de l'humanité.
| Élément          | Type                                                                               | Subdivision | Année | Lien  | Notes                               | Illus. |
| ---------------- | ---------------------------------------------------------------------------------- | ----------- | ----- | ----- | ----------------------------------- | ------ |
| Le Chopi Timbila | savoir-faire liés à l’artisanat traditionnel                                       |             | 2008  | 00133 |                                     |        |
| Le Gule Wamkulu  | traditions et expressions orales pratiques sociales, rituels et événements festifs |             | 2008  | 00142 | Partagé avec le Malawi et la Zambie |        |

### Patrimoine immatériel nécessitant une sauvegarde urgente
Le Mozambique compte un élément inscrit sur la liste du patrimoine immatériel nécessitant une sauvegarde urgente :
| Élément            | Type                                                                | Subdivision          | Année | Lien  | Notes | Illus. |
| ------------------ | ------------------------------------------------------------------- | -------------------- | ----- | ----- | ----- | ------ |
| L'Ingoma Ya Mapiko | arts du spectacle pratiques sociales, rituels et événements festifs | Cabo Delgado, Niassa | 2023  | 01996 |       |        |

### Registre des meilleures pratiques de sauvegarde
Le Mozambique ne compte aucune pratique listée au registre des meilleures pratiques de sauvegarde.